# Pyrilia haematotis
Pyrilia haematotis là một loài chim trong họ Psittacidae.